# Velenice, Česká Lípa
Velenice là một làng thuộc huyện Česká Lípa, vùng Liberecký, Cộng hòa Séc.